# حبيبة سرابي
حبيبة سرابي (داري: حبيبه سرابى، مواليد 1956) هي أخصائية أمراض الدم، وسياسية، ومصلحة، ومساهمة في إعادة إعمار أفغانستان بعد تولي طالبان السلطة لأول مرة. عُيِّنَت في عام 2005 حاكمة لولاية باميان، وهي أول امرأة أفغانية تشغل منصب حاكم مقاطعة. عملت وزيرةً لشؤون المرأة في أفغانستان، كما شغلت منصب وزيرة الثقافة والتعليم. كان لها دور فعَّال في تعزيز حقوق المرأة وتمثيلها، ولها مساهمة في القضايا البيئية. تنتمي إلى عرقية الهزارة في أفغانستان. أحيانًا يُلفظ اسم عائلتها "سَروبي" (Sarobi).

## حياتها

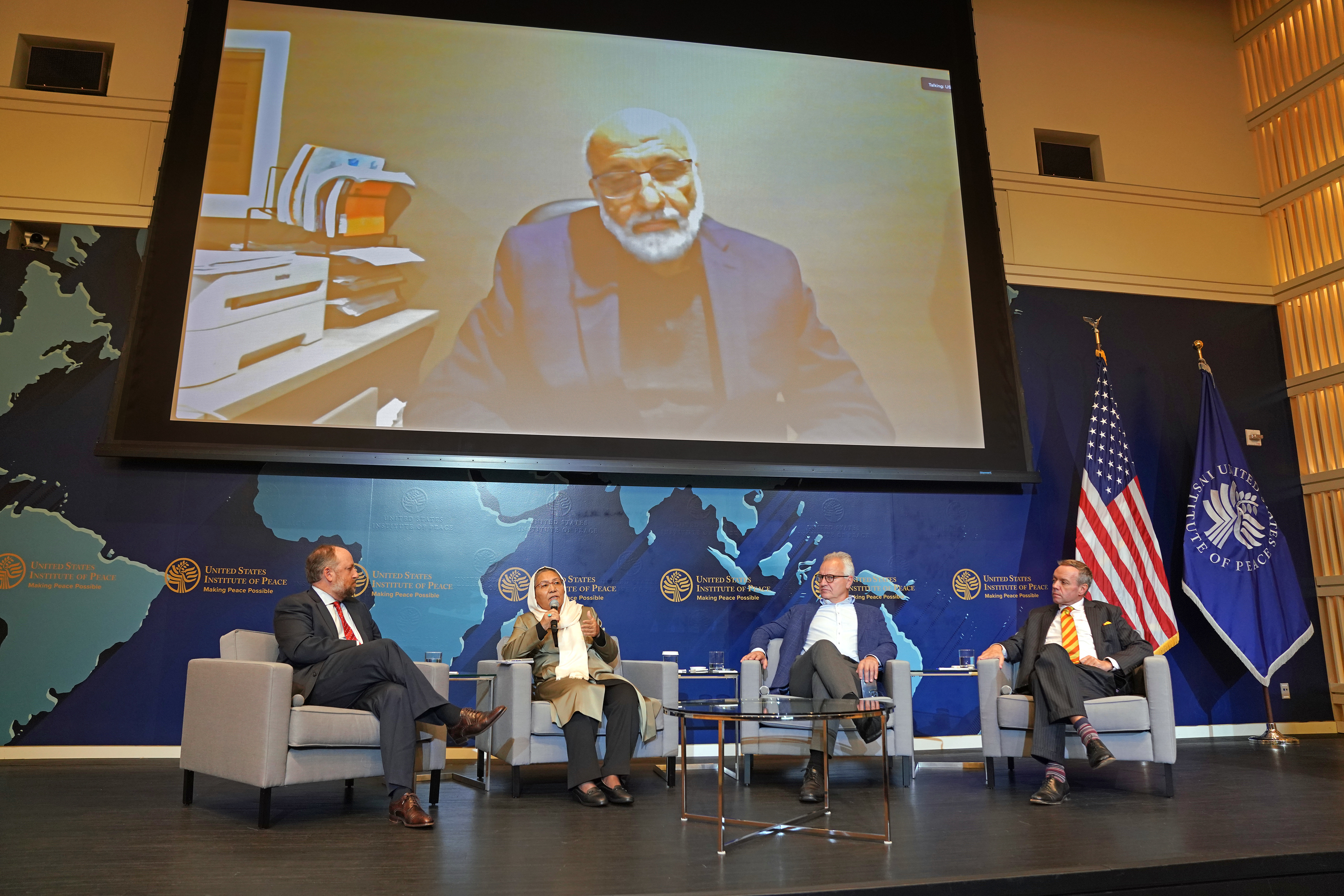
من اليسار إلى اليمين: سكوت ووردن، USIP؛ وحبيبة سرابي، المفاوض السابق، والحاكم الإقليمي، ووزير شؤون المرأة، جمهورية أفغانستان الإسلامية؛ كريستيان بيرج هاربفيكن، معهد أبحاث السلام في أوسلو؛ ستيف جيه بروكينغ، بعثة الأمم المتحدة للمساعدة في أفغانستان في 25 تشرين الأول (أكتوبر)

ولدت سرابي في سراب بمحافظة غزنة، وأمضت شبابها في السفر مع والدها في جميع أنحاء البلاد. كانت الابنة الوحيدة من بين خمسة أطفال، لذلك تعلمت الدفاع عن حقوقها. انتقلت لاحقًا إلى كابول للالتحاق بالمدرسة الثانوية ودراسة الطب في الجامعة. بعد تخرجها في عام 1987، حصلت على زمالة من منظمة الصحة العالمية، وانتقلت إلى الهند لإكمال دراستها في أمراض الدم.
خلال حكم طالبان الأول في أفغانستان، هربت الدكتورة سرابي وأطفالها إلى بيشاور في باكستان، لكنها عادت بالسر مرارًا إلى أفغانستان. مكث زوجها في كابول لرعاية أسرته. عملت أيضًا أيضًا بالسّرّ معلمة للفتيات، سواء في أفغانستان أو في مخيمات اللاجئين الأفغان في باكستان. انضمت في عام 1998 إلى المعهد الأفغاني للتعليم، وأصبحت في النهاية المديرة العامّة له، كما كانت نائبة رئيس المساعدات الإنسانية لنساء وأطفال أفغانستان.
شغلت منصب وزيرة شؤون المرأة ووزيرة الثقافة والتعليم في أفغانستان. في عام 2005، عينها الرئيس حامد كرزاي حاكمة على ولاية باميان، وأصبحت أول امرأة أفغانية تصبح حاكمة لأي مقاطعة في البلاد، بصفتها حاكمة، أعلنت سرابي أن أحد مجالات تركيزها سيكون على السياحة كمصدر للدخل. كانت المقاطعة تاريخيًا مصدرًا للثقافة البوذية وكانت موقعًا لبوذا في باميان، وهما التمثالان القديمان اللذان دمرتهما حركة طالبان قبل الغزو الأمريكي لأفغانستان. ومع ذلك، لا تزال باميان واحدة من أفقر مقاطعات أفغانستان وأكثرها تخلفًا، مع مجموعة من المشاكل بما في ذلك ارتفاع معدلات الأمية والفقر.
في عام 2008، أدرجتها مجلة تايم في قائمتها لأبطال البيئة، جزئيًا لعملها في إنشاء متنزه باند إي أمير الوطني في أفغانستان في باميان. في عام 2013، نالت جائزة رامون ماجسايساي، وخلفها الحاكم غلام علي وحدات.كما حصلت في عام 2016 على جائزة "إن بيس" (N-Peace) لعملها الدؤوب لإحلال السلام في أفغانستان، وتركيزها على المساواة بين الجنسين وتعزيز مكانة المرأة.
في عام 2020، كانت حبيبة سرابي عضوًا في فريق مفاوضات السلام في جمهورية أفغانستان الإسلامية. وفي 8 مارس 2018، ألقت خلال اليوم العالمي للمرأة بيانًا أمام مجلس الأمن التابع للأمم المتحدة، وذلك أثناء المناقشة المفتوحة حول بعثة الأمم المتحدة في أفغانستان.
شاركت في عام 2022 في مؤتمر بعنوان "دروس من عملية السلام في أفغانستان" الذي انعقد في معهد الولايات المتحدة للسلام. وتساءل المؤتمر عن سبب عدم إجراء محادثات داخلية في أفغانستان بين عامي 2001 و2021.

## وصلات خارجية
- afghan-bios.info

1. 1 2 3 4  The International Who's Who of Women 2006 (بالإنجليزية). Routledge. Oct 2005. ISBN:978-1-85743-325-8. OL:8999663M. QID:Q88012245.